# Vitali Arujau
Vitali Arujau, noto come Vito Arujau (in russo Виталий Аруджау?; Syosset, 1º giugno 1999), è un lottatore statunitense, specializzato nella lotta libera, campione iridato ai mondiali di Belgrado 2023 nei -61 kg.

## Biografia
È figlio del lottatore Vugar Orudžev, campione mondiale per l'Unione Sovietica a Varna 1991 e per la russia ad Atlanta 1995, nonché vincitore del bronzo olimpico per la Squadra Unificata ai Giochi di Barcellona 1992.
Si è messo in mostra a livello giovanile vincendo l'argento nella categoria dei -57 kg ai mondiali junior di Tallinn 2019.
Ai campionati panamericani di Città del Guatemala 2021 ha vinto l'oro nei -57 kg, superando il messicano Roberto Alejandro.
Nel 2023 è passato alla categoria dei -61 kg ed ha vinto sia il titolo continentale ai campionati panamericani di Buenos Aires, sia quello iridato ai mondiali di Belgrado.

## Palmarès
- Mondiali

Belgrado 2023: oro nei -61 kg
- Campionati panamericani

Città del Guatemala 2021: oro nei -57 kg
Buenos Aires 2023: oro nei -61 kg
- Mondiali junior

Tallinn 2019: argento nei -57 kg;